# إعلام فلسطين
الإعلام الفلسطيني أحد أهم الوسائل الفلسطينية لمقاومة الاحتلال الإسرائيلي. هناك المئات من الوسائل الاعلامية في فلسطين. أهمها قناة الأقصى الفضائية التي لعبت دورًا هامًا في القضية الفلسطينية ومقاومة الحروب الإسرائيلية على غزة.

## انتهاكات إسرائيلية

### نحو 600 انتهاك في 2015
رصد تقرير حقوقي، نحو 600 انتهاك ارتكبتها سلطات الاحتلال الصهيوني بحق الحريات الإعلامية في الأراضي الفلسطينية خلال عام 2015.
وقال «اتحاد الإذاعات والتلفزيونات الإسلامية في فلسطين» في تقريره السنوي، إن الاحتلال ارتكب 574 انتهاكاً بحق الصحفيين منذ مطلع العام؛ حيث قتلت قواته صحفييْن وأصابت 190 آخرين، مبيناً أن الاحتلال «استخدم القوة المباشرة والمفرطة لقمع حرية العمل الإعلامي في الأراضي الفلسطينية».
وأشار إلى أن الانتهاكات الصهيونية شملت اعتقال ما يزيد عن 85 صحفياً، بينهم أجنبي، بالإضافة إلى 144 حالة اعتداء تعرّضت لها الطواقم الإعلامية؛ سواء بالضرب أو محاولة الدهس أو القنابل الصوتية.
وأشار الاتحاد إلى أن سلطات الاحتلال أرادت من خلال تنامي الانتهاكات بحق الحريات الإعلامية في الأراضي الفلسطينية إقصاء وإبعاد الصحفيين عن الميدان ومنع عمليات التغطية، وخاصة أحداث «انتفاضة القدس».
وبيّن تقرير الاتحاد أن شهر تشرين أول/ أكتوبر 2015 «كان الأعنف على الصحفيين»، مشيراً إلى استهدافهم بالرصاص الحي والمطاطي وقنابل الغاز، إلى جانب استخدامهم كدروع بشرية وإغلاق بعض المؤسسات الإعلامية.
بدوره، رأى مدير شبكة «أصداء الإعلامية» في الضفة الغربية، أمين أبو وردة، أن انتهاكات قوات الاحتلال بحق الصحفيين الفلسطينيين «سياسة إسرائيلية متبعة منذ فترة طويلة».
وأوضح أبو وردة في حديث خاص لـ«قدس برس»، اليوم الأربعاء (30-12)، أن سلطات الاحتلال تواصل احتجاز ما يقارب العشرين صحفياً فلسطينياً بهدف «إخراس الصوت الإعلامي»، نافياً أن يكون لديهم أي «تهم أمنية محددة».
وذكر أبو وردة، أن سلطات الاحتلال صعّدت من استهدافها للإعلام الفلسطيني، موضحاً أن هذا التصعيد «ليس موسمياً، وكان هناك انتهاكات واعتقالات على مدار سنوات الاحتلال».
ونوه أبو وردة، وهو أسير محرر أفرج عنه مؤخراً من سجون الاحتلال، إلى أن السلطات الصهيونية تتعامل مع الصحفي الفلسطيني كـ«فلسطيني في الدرجة الأولى، دون أي اعتبار لكونه صحفياً».